# ملف ذو صفر بايت
ملف صفر بايت (بالإنجليزية: Zero byte file)‏ هو مِلَفُّ لا يحتوي على أَيَّة بيانات. فالملفات العاديَّة تحتوي على عدة بايت أو كيلوبايت (آلاف البايتات) أو ميغا بايت (ملايين البايتات) من المعلومات، وبالتالي فإن الملف الذي يحمل اسم صفر بايت يحتوي على صفر بايت حرفيًّا، ولكن عادةً ما يحتوي الملف على عدد قليل جدًا من البايتات على الأقل.
عادةً ما يتم إنشاؤها عندما لا يكتمل نقل الملفات بنجاح. قد يحدث هذا عندما يتم تنزيل ملف عبر الويب أو عميل FTP، أو عندما لا يتم إرسال مرفق بريد إلكتروني بشكل صحيح. قد تكون النتيجة ملفًا له اسم، ولكن لا توجد بيانات.
نظرًا لأن الملفات ذات الصفر بايت لا تحتوي على أي بيانات، فلا يمكن فتحها ويجب حذفها [الإنجليزية]. ومع ذلك، قد تكون بعض الأنظمة غير قادرة على حذف الملفات [الإنجليزية] ذات الصفر بايت، لأنها قد تكون ملفات عاديَّة تالفة. قد يتلقى المُستخدم خطأ مفادهُ «لا يمكن حذف الملف» «لا يمكن القراءة من الملف المصدر أو القرص».